# 1A busz (Nyíregyháza)
A nyíregyházi 1A jelzésű autóbusz az 1-es buszvonal betétjárata, amely az autóbusz-állomás és a Vásártér között közlekedik. Megállóhelyeinek száma a Vásártér és az autóbusz-állomás felé egyaránt 8 db.Hérfő kivételével mindennap közlekedik. A vonalat a Volánbusz üzemelteti.

## Útvonala
| Vásártér felé | Autóbusz-állomás felé                                                                                                |
| --- | --- |
| Autóbusz-állomás – Bethlen G. utca 58. – Új utca – Egyház utca – Búza tér – Rákóczi utca 69. – Rákóczi utca 102. – Vásártér | Vásártér – Rákóczi utca 102. – Rákóczi utca 69. – Búza tér – Kelet Áruház – Új utca – Konzervgyár – Autóbusz-állomás |

## Megállóhelyei
| 0  | Autóbusz-Állomás végállomás | 13 | 1, 2, 3, 3A, 4, 4Y, 10, 10J, 10Y, 12, 14, 14F, 20, 21, 22, 24, 25, 25A, 27, 29, 30, 30A, H30, H31, H32, H35, H40, 90, 91, 93, 95, 96    |
| 2  | Behlen Gábor utca 58.       | ∫  | 1, 2, 3, 4, 4Y, 9, 11B, 12, 14, 14F, 17, 20, 21, 22, 24, 25, 25A, 27, 28, 29, 30, 49, 49B, H30, H32, H40, 92, 93, 94, 94B, 94L, 95, 95L |
| ∫  | Konzervgyár                 | 11 | 1, 2, 3, 4, 4Y, 9, 11B, 12, 14, 14F, 17, 20, 21, 22, 24, 25, 25A, 27, 28, 29, 30, 49, 49B, H30, H32, H40, 92, 93, 94, 94B, 94L, 95, 95L |
| 4  | Új utca                     | 10 | 1, 11B, 12 |
| 6  | Egyház utca                 | ∫  | 1, 8, 8A, 8E, 10, 10J, 10Y, 11, 11Y, 12, H40, 90E                                                                                       |
| ∫  | Kelet áruház                | 8  | 1, 2, 4, 4Y, 8, 8A, 9, 10, 10J, 10Y, 11, 11Y, 12, 13, 13Y, 14, 14F, 17, 19, 20, 22, 27, 49, 49B, H32, H40, 90E, 92                      |
| 8  | Búza tér                    | 5  | 1, 2, 3, 4, 4Y, 9, 12, 14, 14F, 17, 19, 20, 21, 22, 27, 30, 49, 49B, H30, H32, H40, 92                                                  |
| ∫  | Rákoczi utca 50.            | 3  | 1, 2, 3, 4, 4Y, 9, 12, 14, 14F, 17, 19, 20, 21, 22, 24, 25, 25A, 27, 28, 30, 49, 49B, H30, H32, H40, 92, 94, 94B, 94L                   |
| 10 | Rákoczi utca 69.            | 2  | 1 |
| 11 | Rákoczi utca 102.           | 1  | 1 |
| 13 | Vásártér végállomás         | 0  | 1 |